# Divisiones Regionales de la Región de Murcia 1963-64
Las divisiones regionales de fútbol son las categorías de competición futbolística de más bajo nivel en España, en las que participan deportistas aficionados, no profesionales. En las provincias de Murcia, Albacete y Alicante su administración corre a cargo de la Federación Regional Murciana de Clubes de Fútbol. Inmediatamente por encima de estas categorías estaba la Tercera División española.
En la temporada 1963-1964 las divisiones regionales se componen tan solo de Primera Regional.
El campeón de Primera Regional asciende a Tercera División.

## Primera Regional

### Clasificación
|  |     | Equipos de fútbol      | PJ | G  | E | P  | GF | GC | Dif | Pts |
|  | --- | ---------------------- | -- | -- | - | -- | -- | -- | --- | --- |
|  | 1.  | UD Aspense             | 22 | 14 | 4 | 4  | 44 | 16 | +28 | 32  |
|  | 2.  | Yeclano CF             | 22 | 15 | 1 | 6  | 37 | 24 | +13 | 31  |
|  | 3.  | Novelda CF             | 22 | 14 | 2 | 6  | 59 | 32 | +27 | 30  |
|  | 4.  | Cehegín CF             | 22 | 11 | 4 | 7  | 52 | 30 | +22 | 26  |
|  | 5.  | SD Villajoyosa         | 22 | 11 | 1 | 10 | 41 | 41 | 0   | 23  |
|  | 6.  | Villena CF             | 22 | 11 | 1 | 10 | 38 | 35 | +3  | 23  |
|  | 7.  | Jijona CF              | 22 | 11 | 0 | 11 | 55 | 43 | +12 | 22  |
|  | 8.  | Deportivo Unionense ED | 22 | 9  | 1 | 12 | 27 | 51 | -24 | 19  |
|  | 9.  | Olímpico Juvenil       | 22 | 7  | 3 | 12 | 44 | 50 | -6  | 17  |
|  | 10. | Fuente Álamo CF        | 22 | 7  | 2 | 13 | 27 | 46 | -19 | 16  |
|  | 11. | CD Tobarra             | 22 | 7  | 2 | 13 | 39 | 53 | -14 | 16  |
|  | 12. | Alcantarilla CF        | 22 | 3  | 3 | 16 | 20 | 62 | -42 | 9   |
|  | 13. | CD Muleño              | 0  | 0  | 0 | 0  | 0  | 0  | 0   | 0   |
|  | 14. | CD Tarazona            | 0  | 0  | 0 | 0  | 0  | 0  | 0   | 0   |

Pts = Puntos; PJ = Partidos Jugados; G = Partidos Ganados; E = Partidos Empatados; P = Partidos Perdidos; GF = Goles Anotados; GC = Goles Recibidos
|  | Asciende a Tercera División |